# Bertram Armytage

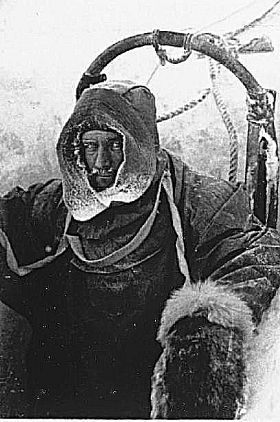
Bertram Amrytage

Bertram Armytage (Geelong, 29 september 1869 - Melbourne, 12 maart 1910) was een Australisch poolonderzoeker.

## Biografie
Armytage studeerde in Australië en het Verenigd Koninkrijk. In 1889 ging hij dienen in het Australische leger. Hij behaalde de rang van onderluitenant. Tijdens de Tweede Boerenoorlog diende hij in Zuid-Afrika. In 1907 werd hij door professor Edgeworth David uitgenodigd om deel te nemen aan de Nimrod-expeditie van Ernest Shackleton op Antarctica. In 1908 was hij lid van de Westelijke groep (samen met Raymond Priestley en Philip Brocklehurst die onderzoek ging doen in de buurt van de Ferrargletsjer.
Na de expeditie ontving Armytage een ereteken op de Royal Geographical Society. Hij was er ook bij toen Shackleton geridderd werd door koning Eduard VII van het Verenigd Koninkrijk in 1909. In dat jaar vertrok hij ook zonder zijn vrouw en dochter terug naar Australië. Op 12 maart 1910 pleegde Armytage zelfmoord. Hij werd 40 jaar oud.